# Abaton di Epidauro
L'abaton di Epidauro ἄβατον (àbaton, "impenetrabile") era un edificio che faceva parte del santuario di Asclepio di Epidauro in cui si operavano le guarigioni rituali.

## Descrizione dell’edificio
L'accesso all'edificio era consentito solo ai religiosi, salvo una stanza in cui vi potevano accedere i fedeli. Tuttavia prima di accedervi, il pellegrino doveva aver compiuto le lustrazioni di purificazione necessarie. L'abato si trovava nel centro del santuario, nella spianata dove sorgono gli edifici di carattere più propriamente religioso (abaton, tempio, tholos).
Costruttivamente l'abaton è un portico a due piani, composto da due ali appartenenti probabilmente ad epoche diverse. La facciata del nucleo originario, quello ad est, risalente alla seconda metà del IV secolo a.C., è composta da due colonnati di ordine ionico sovrapposti. La sala che si apre al suo interno era adibita all'accoglienza dei pellegrini che vi trascorrevano la notte in attesa del miracolo guaritore. Durante il sonno, infatti, il dio Asclepio appariva in sonno ai malati e dettava loro le cure necessarie per debellare la malattia. In alcuni casi il dio operava direttamente sul malato che si risvegliava guarito. I racconti di tutti i miracoli compiuti dal dio venivano poi trascritti dai fedeli su delle tavolette di argilla, dette ἀναθήματα anathḕmata (sing. ἀνάθημα anàthēma), disposte lungo le pareti interne della sala est dell'abaton, a ricordo della potenza di Asclepio.

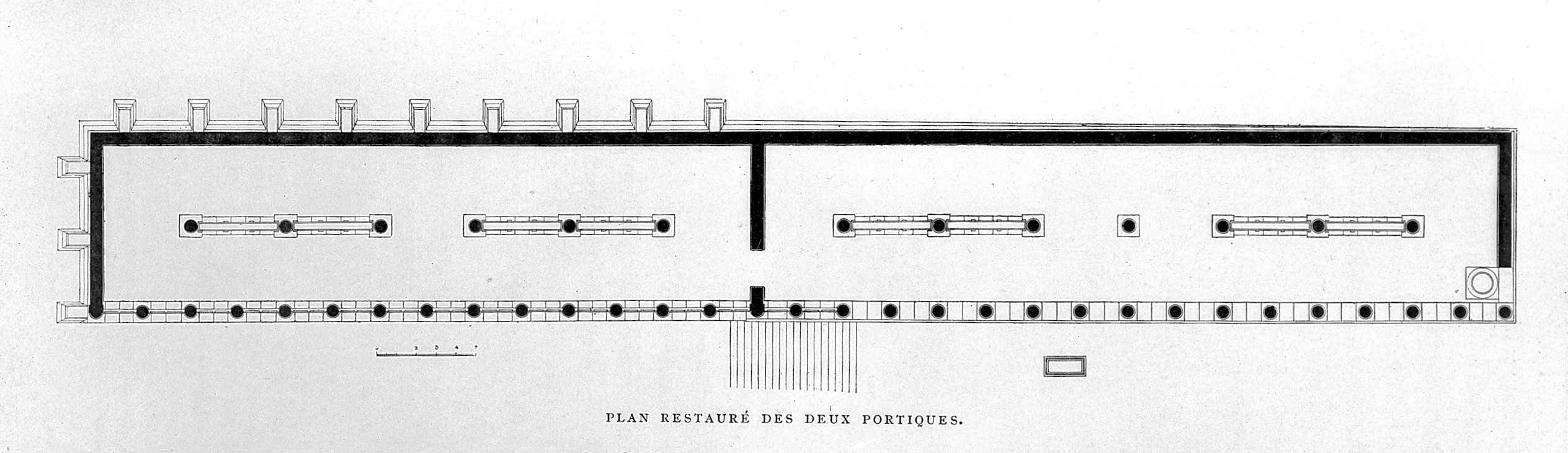
Pianta dell'abato

Anche l'ala ovest dell'abaton, adiacente a quella est, è un portico formato da due colonnati sovrapposti: in questo caso, però, all'ordine dorico del piano inferiore si sovrappone un colonnato di ordine ionico. L'utilizzo del dorico si rifà ad una consuetudine tipica delle celle dei templi del Peloponneso alla fine del IV secolo a.C. Questa similitudine, comprovata da analisi strutturali condotte negli ultimi anni dalla scuola tedesca, ha convinto gli studiosi ad alzare la cronologia dell'ala ovest alla seconda metà del IV secolo a.C., contro una datazione ad epoca romana fornita dalla tradizione. La sezione ovest, quindi, non viene più considerata un ampliamento romano del nucleo originario dell'abaton, ma una costruzione di poco posteriore, se non addirittura contemporanea (vd. Lauter).
La folla dei pellegrini che chiedevano di essere guariti dal dio aumentò nel corso dei secoli, l'edificio adibito al sonno sacro doveva dunque avere delle dimensioni considerevoli (la lunghezza dell'abaton era di circa 70 metri).